# Grant Grove Village
Grant Grove Village est un lieu-dit américain à la limite des comtés de Fresno et Tulare, en Californie. Il est situé dans le parc national de Kings Canyon, le long de la Generals Highway. Il accueille notamment une boutique, un bureau de poste, un office de tourisme du National Park Service ainsi que le John Muir Lodge.